# Nikon D7000
Nikon D7000 är en digital systemkamera tillverkad av Nikon. Det är en uppföljare till Nikon D90 och lanserades av Nikon 15 september 2010.

## Tekniska data
- Sensor: 16,2 MP DX-format, CMOS-sensor
- ISO: Dynamiskt spektra mellan 100 och 6400 (kan utökas till 25600 manuellt)
- Videoinspelning: 1080p HD-inspelning med full autofokus
- Seriebildtagning: 6 bilder/s i upp till 100 bilder.
- Autofokuspunkter: 39 st